# Magog (Quebec)
Magog é uma cidade localizada na província de Quebec no Canadá.